# Devil (groupe)
Pour les articles homonymes, voir Devil (homonymie).
Devil est un groupe norvégien de doom metal, originaire de Nes. Pour des raisons juridiques, le nom officiel du groupe est Devil Norway.

## Histoire
Le groupe est formé fin 2009 par deux amis et promoteurs du festival norvégien Metal Merchant. L'influence principale sur le batteur Ronny Østli et le guitariste Stian Fossum pour la formation était le groupe Pentagram. Grâce à Østli, le bassiste Thomas Ljosåk, avec lequel il jouait dans le groupe Vesen, arrive, tandis que Fossum amène Kai Wanderås comme deuxième guitariste dans la formation. L'ami commun Joakim Trangsrud complète la formation en tant que chanteur. Le groupe devient alors actif en 2010 et commence à répéter et publier ses premiers enregistrements sur Myspace, avant de sortir l'EP Magister Mundi Xum en 2010. Le groupe attire ensuite l'attention de plusieurs labels et signe un contrat de disque avec Soulseller Records. 
Le premier album Time to Repent sort à la fin de l'été 2011. Devil se produit ensuite au festival Old Blue Last de Londres et fait la première partie d'Electric Wizard lors de leur tournée européenne. La même année, le groupe participe également au Hammer of Doom. Deux autres albums sortent en 2013 et 2017, Gather the Sinners et To the Gallows.

## Style musical
laut.de résume la musique du groupe comme étant du « doom rock » dans le style des années 1970, de sorte que le groupe est comparé à Witchfinder General, Black Sabbath et Pentagram. Boris Kaiser du Rock Hard écrit dans sa critique de Time to Repent que les guitaristes Wanderås et Fossum rappellent souvent le duo de guitaristes Wartell et Franklin sur l'album éponyme de Trouble sorti en 1990, mais que Devil n'est pas aussi exigeant techniquement. Dans l'ensemble, il s'agirait d'un mélange de « hard rock croupion, de radotage NWOBHM occulte, de flair italo-rock à la Death SS/Black Hole et d'un doom un peu plus vif ». Dans le même numéro, l'album fait l'objet d'une critique par quelqu'un d'autre. La comparaison avec Wartell et Franklin est contredite. Les chansons manquent de groove et, avec leur « son antiquisant », le groupe « contrecarre l'esprit des pionniers du classic rock comme Led Zeppelin, les Stones, les Doors ou les Eagles ». Si l'on veut un rock qui s'oriente vers les années 1970, il vaut mieux se tourner vers Pressure and Time de Devils Son. Un an plus tard, Kaiser fait la critique de la compilation Magister Mundi Xum / The Noble Savage et constate que le groupe se consacre au « rock occulte tantôt doom, tantôt grinçant des années 1970 et du début des années 1980 ». Selon Kaiser, avec Gather the Sinners, le groupe évolue également avec son « rock brouillon à la limite du dilettantisme » et combine ainsi « doom, classic rock, proto-métal et d'autres certitudes de goût ». Andreas Schiffmann, qui travaille également pour Rock Hard, fait remarquer qu'avec To the Gallows, le groupe « s'éloigne de sa voie doom bourrue », la musique sonnant désormais plus influencée par Pagan Altar, Angel Witch et Manilla Road que par Black Sabbath. Dans l'ensemble, il décrit la musique comme du « metal à la noix avec tout ce qu'il faut pour et contre, un fatras de riffs saccadés, de rythmes chaloupés et de mélodies pas toujours très solides qui semblent presque idiotes dans leur naïveté ».

## Discographie
- 2010 : Magister Mundi Xum (démo, Unborn Productions)
- 2011 : The Noble Savage / Blood Is Boiling (single, Soulseller Records)
- 2011 : Time to Repent (album, Soulseller Records)
- 2012 : Magister Mundi Xum / The Noble Savage (compilation, Soulseller Records)
- 2013 : Gather the Sinners (album, Soulseller Records)
- 2017 : To the Gallows (album, Soulseller Records)